# Shadow Warrior 3
Shadow Warrior 3 — компьютерная игра в жанре шутера от первого лица, разработанная студией Flying Wild Hog и выпущенная Devolver Digital. Она является продолжением игры Shadow Warrior 2. Игра была выпущена для Windows, PlayStation 4, Xbox One и Xbox Series X/S 1 марта 2022 года.

## Геймплей
Shadow Warrior 3 является шутером от первого лица, как и в прошлых частях, игрок берёт на себя роль Ло Вана (англ. Lo Wang). Игроку на выбор предоставляется широкий арсенал огнестрельного оружия, способностей,  и оружие для ближнего боя - катана, а в дополнительное снаряжение дается универсальный крюк. Используя катану, игрок может казнить раненных врагов с близкого расстояния, и для казни использовать окружающую среду. По мере прохождения игры, игроку будут встречаться сильные противники, после убийства которых игрок сможет завладеть уникальным оружием, которое можно использовать в течение минуты.

## Сюжет
Сюжет разворачивается спустя некоторое время после Shadow Warrior 2. Через некоторое время после того, как Ло Ван случайно выпустил древнего дракона, население Земли была почти уничтожено из-за присутствия дракона и демонических существ, наводнивших мир. Сам Ван стал отшельником, погрязшим в депрессии из-за того, что ему не удалось победить дракона. Бывший враг Вана, Орочи Зилла, убеждает его продолжать борьбу. Они вдвоем ищут Мотоко, ведьму, которая знает способ победить дракона, используя оставшуюся энергию в маске Ходжи. Во время ритуала Мотоко Ходжи возрождается, что побуждает Вана сорвать ритуал, чтобы спасти своего друга. Ходжи сначала просит Вана помочь восстановить его физическое тело, а затем направляет его к хитроумному устройству, называемому «Ци-пушка», которое предположительно обладает достаточной силой, чтобы уничтожить дракона. Без ведома Ванга Ходжи намеревается использовать пушку, чтобы истощить силу дракона и сделать её своей, чтобы стать всемогущим Богом. Однако Ходжи ошибается, и дракон проглатывает пушку.
Столкнувшись с предательством Ходжи, они вдвоем соглашаются работать с Зиллой и Мотоко, чтобы победить дракона. Ван отправляет фамильяра Мотоко, тануки, к дракону, намереваясь использовать его в качестве взрывной приманки, но ему не удается убить дракона. Не видя других вариантов, Ван решает сам прыгнуть в пасть дракона, где изнутри активирует Ци-пушку Ходжи. Ван успешно убивает дракона из пушки, и ему удается избежать смерти с помощью Ходжи и Зиллы. Позже они празднуют свою победу за едой с Мотоко и призраком тануки, который ранее комически погиб.

## Разработка
Shadow Warrior 3 разработан польской студией Flying Wild Hog. Геймдизайнер Павел Ковалевски описал игру как «обновленную» версию перезагрузки 2013 года, добавив, что игра «чрезмерная» и что она заставит игроков «почувствовать себя подавленными». Были добавлены новые варианты движения, поскольку команда: «хотела, чтобы игроки могли свободно двигаться, как ниндзя из своих любимых аниме». Это также позволило команде создать боевые арены с более вертикальный дизайном. Многие системы в Shadow Warrior 2, включая характеристики оружия, процедурно сгенерированные карты и развитие персонажа, были упрощены или полностью удалены в Shadow Warrior 3, чтобы игроки могли сосредоточиться на действии и не беспокоиться о своей боевой эффективности.
При создании вселенной игры команда черпала вдохновение как в японской, так и в китайской культурах. Юмор в игре также стал более зрелым: команда заявила, что хочет «модернизировать» Ло Ванга как персонажа видеоигры, предоставив ему больше предыстории. Devolver Digital официально анонсировала игру 6 июля 2020 года и выпустила 1 марта 2022 года для ПК, PlayStation 4 и Xbox One.

## Рецензии
Согласно агрегатору обзоров Metacritic, Shadow Warrior 3 получила «смешанные или средние» отзывы для ПК и PlayStation 4, версия для Xbox Series X/S получила «в целом положительные» отзывы.
IGN сказали, что в игру было приятно играть, и сетовали в пользу её короткого времени выполнения, но отметил, что она была «совершенно ничем не примечательной в исполнении, настолько простой, насколько это возможно в шутере от первого лица», а также: «Возможно, это не означает изобретать колесо каким-либо образом, но гарантированный избыток и привлекательный хаотичный поток Shadow Warrior 3 - это то, где вы легко заблудитесь и, возможно, никогда не захотите выйти». Игроки, напротив, был более неоднозначным, критикуя диалоги Ло Ванга: «В Shadow Warrior 3 лучше всего воспроизводится звук диалогов, установленный на ноль, и отключенные субтитры», отсутствие поддержки кооператива и HDR.
Game Informer понравилось, что игра не воспринималась слишком серьёзно, но он раскритиковал отсутствие разнообразия, заявив, что она «слишком сильно полагается на одни и то же механики, которое не представляет большой угрозы и в конечном итоге убивает азарт почти в каждой битве». В то время как Rock, Paper, Shotgun хвалит механики добиваний, им не понравился актёр озвучки Ло Ванга, говоря, что он был «чрезмерно дерзкими» и «несмешными». Критика. в основной, была из-за чрезмерной стереотипности главного героя.
| Сводный рейтинг       | Сводный рейтинг                     |
| Агрегатор             | Оценка                              |
| --------------------- | ----------------------------------- |
| Metacritic            | PC: 71/100 PS4: 65/100 XSXS: 77/100 |
| Иноязычные издания    |                                     |
| Издание               | Оценка                              |
| Eurogamer             | 8/10                                |
| Game Informer         | XONE: 7,5/10                        |
| GameRevolution        | PC: 6,5/10                          |
| GameStar              | 75/100                              |
| Hardcore Gamer        | PC: 4/5                             |
| IGN                   | PC: 7/10                            |
| PC Gamer (US)         | PC: 52/100                          |
| Push Square           | PS4: 6/10                           |
| MeriStation           | PC: 7,2/10                          |
| PC Games              | PC: 6/10                            |
| HobbyConsolas         | XONE: 75/100                        |
| Shacknews             | PC: 7/10                            |
| The Games Machine     | PC: 7,5/10                          |
| Русскоязычные издания |                                     |
| Издание               | Оценка                              |
| 3DNews                | 7/10                                |
| Gametech              | 5/10                                |
| GoHa.Ru               | 9/10                                |
| Riot Pixels           | 65 %                                |
| StopGame.ru           | «Изумительно»                       |
| «Игромания»           | [ 28 ]                              |
| «Игры Mail.ru»        | 8/10                                |
| «НИМ»                 | 8/10                                |